# Abdulrazzaq Murad
Abdulrazzaq Murad (né le 29 juin 1990) est un joueur de handball qatarien. Il évolue au sein du Al-Gharafa SC et de l'équipe nationale du Qatar.
Il participe notamment au Championnat du monde 2015.

## Palmarès

### Sélections
Championnats du monde
- médaillé d'argent au Championnat du monde 2015 au  Qatar